# Замък на Нагоя
Замъкът на Нагоя (на японски: 名古屋城 – Нагоя-джо) се намира в гр. Нагоя, префектура Айчи, Япония.
Първоначалният замък на Нагоя е построен е през 1525 г. от японския даймьо Икагава Уджичика. През 1532 г. Ода Нобухиде го взема от Имагава Уджитойо, но по-късно го изоставя. През 1610 г. Токугава Иеясу заповядва на няколко даймьо да помогнат за построяването на нов замък на мястото, който да се превърне в нова столица на провинция Овари. За построяването му се използват много материали от по-малкия замък Кийосу, служел като база за действия на даймьо Ода Нобунага през XVI век. Вторият замък на Нагоя е завършен през 1612 г.
През периода Едо (1603 – 1868) замъкът е център на Нагоя-джуку – сред най-важните градове със замъци и сред най-важните спирки по пътя Миноджи, свързващ 2 от 5-те основни пътя на Япония за времето – Токайдо и Накасендо. До периода Мейджи (1868 – 1912) замъкът е резиденция на клана Овари Токугава от семейство Токугава. 
По време на Втората световна война е използван за щаб на окръжна армия и като лагер за военнопленници. На 14 май 1945 г. замъкът изгаря в резултат от бомбардировка на ВВС на САЩ. Повечето предмети на изкуството в замъка са унищожени, но много от картините оцеляват. Възстановяването на донжона на замъка е завършено през 1959 г. Днес донжонът е съвременна бетонна сграда с климатик и асансьори. Има и планове за възстановяване на двореца Хомару (本丸御殿, Хомару Готен), също изгорял по време на войната. Много от картините от този дворец също са спасени и техни копия е планирано да бъдат поставени на съответните места във възстановения дворец. Дотогава картините от замъка са изложени в "Музея за изящни изкуства Токугава" в Нагоя.
На върха на замъка има 2 златни делфина с тигрови глави, наричани киншачи (金鯱). Този мотив се използва като талисман за предотвратяване на пожари. Те също се считат за символ на властта на феодалния господар. От 19 март до 19 юни 2005 г. и тези 2 киншачи са свалени от покрива и са изложени в двора на замъка, а за кратко - и на Експо 2005. На 9 юли 2005 г. са върнати на местата им. Като подготовка за Световното изложение са добавени гравирани плочки на английски, както и триизмерен филм, показващ картините в двореца Хомару.